# Велике Алгарве
Велике Алгарве — міська агломерація в Португалії, що включає в себе місто Фару та прилеглі до нього 16 громад. Ця агломерація має певну адміністративну автономію. 

## Склад
У Велике Алгарве входять такі громади: 
- Албуфейра
- Алжезур
- Алкоутін
- Віла-ду-Бішпу
- Віла-Реал-де-Санту-Антоніу
- Каштру-Марина
- Лагоа
- Лагуш
- Лоулé
- Моншик
- Ольян
- Портімáу
- Сан-Браш-де-Алпортел
- Сілвеш
- Тавіра
- Фáру